# Alindža Arena
Alindža Arena je višenamjenski stadion u Masaziru, Azerbajdžan. Stadion je otvoren 3. listopada 2014. te se uglavnom koristi za nogometne utakmice. Trenutačno ga koristi Sabah FK. Kapacitet stadiona iznosi 13,000.